# برخورد ستاره نوترونی (عشق همیشگی است)
«برخورد ستاره نوترونی (عشق همیشگی است)» (به انگلیسی: Neutron Star Collision (Love Is Forever)) یک تک‌آهنگ از میوز است که در سال ۲۰۱۰ میلادی منتشر شد.